# The Sky's Gone Out
Albums de Bauhaus
Mask
(1981) Burning from the Inside
(1983)
Singles
1. Spirit
Sortie : juin 1982

The Sky's Gone Out est le troisième album studio du groupe de rock britannique Bauhaus, sorti le 19 octobre 1982.
Dès sa sortie, il s'est placé 4e du classement des ventes d'albums au Royaume-Uni où il a reçu une certification argent.
Il est également entré dans le classement néo-zélandais, atteignant la 26e place en 1983.

## Liste des titres
Tous les titres sont écrits et composés par Bauhaus sauf mentions.

### Édition originale vinyle
| 1. | Third Uncle         | Brian Eno | 5:14 |
| 2. | Silent Hedges       |           | 3:09 |
| 3. | In the Night        |           | 3:05 |
| 4. | Swing the Heartache |           | 5:51 |
| 5. | Spirit              |           | 5:28 |

| 6.  | The Three Shadows, Part I         | 4:21 |
| 7.  | The Three Shadows, Part II        | 3:12 |
| 8.  | The Three Shadows, Part III       | 1:36 |
| 9.  | All We Ever Wanted Was Everything | 3:49 |
| 10. | Exquisite Corpse                  | 5:39 |

### Titres bonus réédition CD
| No  | Titre                   | Auteur      | Durée |
| --- | ----------------------- | ----------- | ----- |
| 11. | Ziggy Stardust          | David Bowie | 3:13  |
| 12. | Party of the First Part |             | 5:27  |
| 13. | Spirit (version single) |             | 3:45  |
| 14. | Watch That Grandad Go   |             | 5:40  |

## Musiciens
- Peter Murphy : chant, guitare additionnelle
- Daniel Ash : guitares
- David J : basse
- Kevin Haskins : batterie, congas

## Classements hebdomadaires
| Classement (1982-1983)        | Meilleure position |
| ----------------------------- | ------------------ |
| Nouvelle-Zélande (RIANZ)      | 26                 |
| Royaume-Uni (UK Albums Chart) | 4                  |

## Certifications
| Pays        | Certification | Unités certifiées |
| ----------- | ------------- | ----------------- |
| Royaume-Uni | Argent        | 60 000            |